# Realisme històric
El realisme històric és un moviment literari comprés entre els anys 1959 i 1968. Aquest moviment propugnà el rebuig i la ruptura amb les actituds culturals i literàries vigents a Catalunya fins aquest moment. Aquest moviment és un intent d'inserir el treball intel·lectual i literari en el procés de recuperació política del país per tal de lluitar contra el franquisme de l'època. El realisme històric va recuperar la tradició realista autòctona, és a dir, els escriptors que als anys 30 i en període de guerra, seguint els corrents europeus sorgits arran del Crac del 29, trencaren amb la tradició simbolista o avantguardista i iniciaren una literatura compromesa políticament i socialment.

## Fonaments teòrics
- Marxisme (György Lukács i Antonio Gramsci, sobretot)
- Jean-Paul Sartre
- Moviments anglosaxons (Raymond Williams)

El realisme històric trobà la seva màxima formulació als Països catalans en l'obra crítica de Josep M. Castellet i Joaquim Molas, els quals publicaren l'antologia «Poesia catalana del segle XX» (1963) on, partint d'una metodologia marxista d'anàlisi literària, reinterpretaven la tradició poètica i proposaven les noves línies de creació.

## Gèneres literaris i autors
En poesia s'hi relacionen Vicent Andrés i Estellés, Francesc Vallverdú, Miquel Bauçà, Francesc Parcerisas i, en part, Gabriel Ferrater, entre d'altres. La novel·la, influïda pels corrents nord-americans d'entreguerres i pels italians de postguerra, té com a autors representatius com ara Josep Maria Espinàs, Manuel de Pedrolo i Baltasar Porcel. Al teatre oferí trobem l'aparició del neorealisme amb autors com ara Benet i Jornet i, d'una altra banda, la introducció del teatre èpic de Bertolt Brecht portada a terme per Ricard Salvat, entre d'altres, i que influí joves autors com Jordi Teixidor i Jaume Melendres.